# Davana Medina
Davana Medina (Ponce, 28 gennaio 1974) è una culturista portoricana, specializzata nella disciplina del figure.
Ha vinto per tre volte consecutive (2003, 2004 e 2005) l'edizione del Figure Olympia. Nel 2006 e 2007 non ha partecipato.